# Bibloporus minutus
Bibloporus minutus är en skalbaggsart som beskrevs av Achille Raffray 1914. Bibloporus minutus ingår i släktet Bibloporus, och familjen kortvingar. Arten är reproducerande i Sverige.